# Grote borstelkeverslak
De grote borstelkeverslak (Acanthochitona fascicularis) is een keverslak uit de familie der Acanthochitonidae.

## Beschrijving
De schelp van de grote borstelkeverslak heeft een langwerpige, platte ovale vorm en is ongeveer twee keer zo lang als breed. Het heeft een lengte tot 60 mm en is groter dan de kleine borstelkeverslak (A. crinita). Verder lijkt de soort sterk op de kleine borstelkeverslak. De kleur kan variabel zijn; worden gemarmerd met gebroken wit, grijs, geelachtig of bruin.
De schelpplaten hebben fijnere, regelmatiger verspreide knobbels. De gordel bevat 18 plukjes borstelharen (maximale lengte: 1,5 mm), één aan elke kant aan de achterkant van de platen. Vier van deze borstelharen zijn gerangschikt rond de kopplaat. De sculptuur van de schelpplaten bestaat uit een deksel met dicht opeengepakte, naar achteren gerichte stekels die regelmatig verdeeld zijn en bij aanraking een fluweelzacht gevoel geven. De gordel is omzoomd met een dichte reeks langere stekels (tot 1 mm).

## Verspreiding
Deze borstelkeverslak komt voor in Europese wateren, de Middellandse Zee, Madeira, de Canarische Eilanden en de Azoren als ook in de Rode Zee en de Grote Oceaan. Het wordt meestal gevonden op de lagere kust en de (ondiep) sublitorale zone tot een diepte van 50 meter op harde oppervlakken, zoals op of onder rotsen, keien of in rotsspleten.